# Осипово (бывший Победовский округ)
Осипово  — деревня в Ржевском районе Тверской области. Входит в состав сельского поселения «Победа».

## География
Находится в южной части Тверской области на расстоянии приблизительно 13 км по прямой на север-северо-запад от города Ржев.

## История
Деревня была отмечена еще на карте Менде (состояние местности на 1848 год). В 1859 году здесь (деревня Ржевского уезда Тверской губернии) было учтено 7 дворов, в 1939—35.

## Население
Численность населения: 91 человек (1859 год), 19 (русские 96 %) в 2002 году, 11 в 2010.